# 로렌스 섬유 파업
로렌스 섬유 파업(Lawrence textile strike)은 1912년 세계산업노동자연맹(IWW)의 주도로 매사추세츠주 로렌스 시에서 일어난 이주 노동자들의 파업이다. 1주 노동 시간을 단축하는 새 법이 통과되자 사측이 이에 맞춰 임금을 삭감했고, 도시 전체로 파업이 빠르게 확산되어 로렌스 시의 거의 모든 방직공장의 2만 명 이상의 노동자가 파업에 나서게 되었다.
파업을 위해 단결한 노동자들은 대부분 이민자 출신으로서 40개 이상의 서로 다른 민족들로 구성되어 있었다. 살을 엘 듯한 추위에도 불구하고 파업은 2개월 이상 지속되었다. 노동자들은 미국노동총연맹(AFL)에 가맹된 어용노조가 직장을 장악하는 것에 저항했다. 여성의 비율이 상당했고 인종적으로 제각각인 섬유노동자들은 이러한 보수적 노동조합을 조직할 수 없었다. 1월 말, 시위 도중 구경꾼 한 명이 경찰의 발포에 사망했고, IWW의 노조조직가 조지프 제임슨 에토와 아르투로 지오바니티가 살인 혐의로 체포되었다.
이에 IWW 지도부 빌 헤이우드와 엘리자베스 걸리 플린이 로렌스 시내로 내려와 파업 지도 역할을 넘겨받았다. 헤이우드와 플린은 파업노동자들의 굶주린 아이들 수백 명을 뉴욕, 뉴저지, 버몬트로 보내 동정심을 유발하자는 작전을 내놓았다. 이 작전은 상당한 효과가 있었으며, 특히 로렌스 열차역에서 경찰이 아동들이 로렌스 시를 나가려는 것을 막으려다 폭력사태가 발생한 이후 파업노동자 측에 대한 동정이 널리 퍼지게 되었다. 이러한 여론이 의회에 닿았고, 이후 조사 결과 로렌스의 방직공장들의 충격적인 노동환경 실태가 폭로되었다. 고용주들은 파업을 끝내기 위해 로렌스 시를 비롯한 뉴잉글랜드 전체의 임금을 2할 인상하게 되었다. 그러나 IWW는 1년도 되지 않아 로렌스 지역사회의 조직이 붕괴되었다.
로렌스 파업은 소위 "빵과 장미" 파업이라고도 하며, "빵 세 덩어리를 위한 파업"이라는 별명도 있다. "빵과 장미"는 사실 파업 이전부터 있었던 구호로서 제임스 오펜하임이 1911년 12월 《월간 애틀랜틱》에 투고한 시에 나오는 구절이다. 1916년 업튼 싱클레어가 《정의를 위한 절규: 사회저항문학 선집》에서 이 구호가 로렌스 파업에서 비롯된 것이라고 쓴 바람에 양자의 관계가 사람들 사이에 굳어지게 되었다. 또 "빵과 장미"는 사회주의 노조조직가 로즈 슈나이더만이 만든 구호라고 하기도 한다. 빵과 장미에서 빵은 생존을, 장미는 인간다운 삶을 뜻한다. 노동운동은 노동자의 생존과 인간다운 삶을 위한 노동자운동이라는 뜻이다.